# That's カンニング! 史上最大の作戦?
『That'sカンニング! 史上最大の作戦?』（ザッツカンニング しじょうさいだいのさくせん）は、1996年8月10日に「ぼくたちの映画シリーズ'96」として公開された日本映画である。配給収入は4.5億円。
日本理科大学（東京理科大学がモデル）に通う大学生達が学生寮「シグマハウス」の生き残りを懸けて、悪徳大学教授を相手に試験で様々な方法でカンニングしていく青春ラブコメディ。

## 出演者
- 木村見次: 山口達也
- 森下由美: 安室奈美恵
- 右田教授: 升毅
- 珍: 由利徹
- 亀井鶴之助: 荒木定虎
- 中松匠: 宝井誠明
- 利根川翔: 葉山力樹
- 江崎忍: 藤木直人
- 力丸一道: 山本太郎
- 鯰田教授: 麿赤児（青年期：大森立嗣）
- 的中助手: 松尾貴史
- 小峰助手: 徳井優
- 水谷礼子: 白島靖代
- 徳田学長: 中村嘉葎雄
- 吉良理事長: 西沢利明
- 加藤部長: 片岡五郎
- 春田教授: 市川勇
- 夏木教授: 鈴木晋介
- 秋山教授: 近藤芳正
- 福井教授: 桝井省志
- 教授: 菅原大吉、神子修一、長谷川安弘、岩井弘
- 内村助手: 小関広介
- 外村助手: 小柳友貴美
- 春田の助手: 竹内哲、津久井啓太
- 秘書: 吉村美紀
- 化学科学生: 岡本博幸

## スタッフ
- 監督：菅原浩志
- 原作：谷俊彦（「東京都大学の人びと」新潮社刊（「木村家の人びと」改題））
- 脚本：斉藤ひろし
- 音楽：佐橋俊彦
- 撮影：栢野直樹
- 照明：長田達也
- 美術：沖山真保
- 装飾：柴田博英
- 録音：桜井敬悟
- 整音：小野寺修
- 編集：冨田功
- 助監督：前田哲
- 製作担当：小川勝広
- ラインプロデューサー：渡井敏久
- スチル：野上哲夫
- アカデミックアドバイザー：鶴達郎
- 操演：ローカスト（岸浦秀一、藤城博司）
- 特殊造型：家辺信二、清水一也
- 音響効果：東洋音響カモメ（伊藤進一、小島彩）
- MA：にっかつスタジオセンター
- タイトル：マリンポスト
- 現像・VFX：IMAGICA
- スタジオ：にっかつ撮影所
- 制作協力：メリエス
- 企画：重村一、久板順一朗
- エグゼクティブプロデューサー：松下千秋、佐藤信彦
- プロジェクトプロデューサー：宅間秋史
- プロデューサー：小林壽夫、小牧次郎、宮澤徹
- 製作: フジテレビ、東映
- 配給: 東映

## ロケ地
- 拓殖大学
- 日本大学
- 白鷗大学
- 千葉工業大学

## 主題歌
- オープニング・テーマ：TOKIO「ありがとう…勇気」
- エンディング・テーマ：安室奈美恵「SWEET 19 BLUES」

## サウンドトラック
- 「That's カンニング! 史上最大の作戦? オリジアル・サウンドトラック」 AVCD-11489 avex trax 1996年9月25日発売

## 同時上映
「友子の場合」
- 主演：ともさかりえ
- 監督：本広克行